# 昔仇鄒
昔仇鄒（?—?），是朝鮮三國時代新羅的王族、官员，昔氏。

## 生平
昔仇鄒是新罗第4代君主脱解尼师今的儿子，第9代君主伐休尼師今的父亲。根据《三国史记》记载，公元54年，脱解尼师今继承内兄儒理尼師今（朴氏）的王位。80年（脱解尼师今二十四年）八月，脱解尼师今去世。儒理尼師今的儿子婆娑尼師今即位，朴氏再次成为新罗国王。昔仇鄒官至角干。184年（阿達羅尼師今三十一年）三月，儒理尼師今的孙子阿達羅尼師今死后无子，仇鄒角干的儿子昔伐休即位，就是新罗第9代君主新罗伐休尼師今。昔氏经过104年后，再次成为新罗国王。而之后朴氏第三次成为新罗国王，已经是七百多年后的912年。

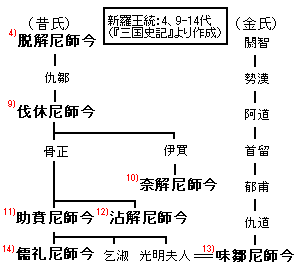
三国史记中的新罗国世系

## 家庭

### 父
- 脱解尼师今

### 母
- 阿孝夫人

### 妻
- 只珍內禮夫人金氏

### 子女
- 伐休尼師今